# 马焦雷古堡

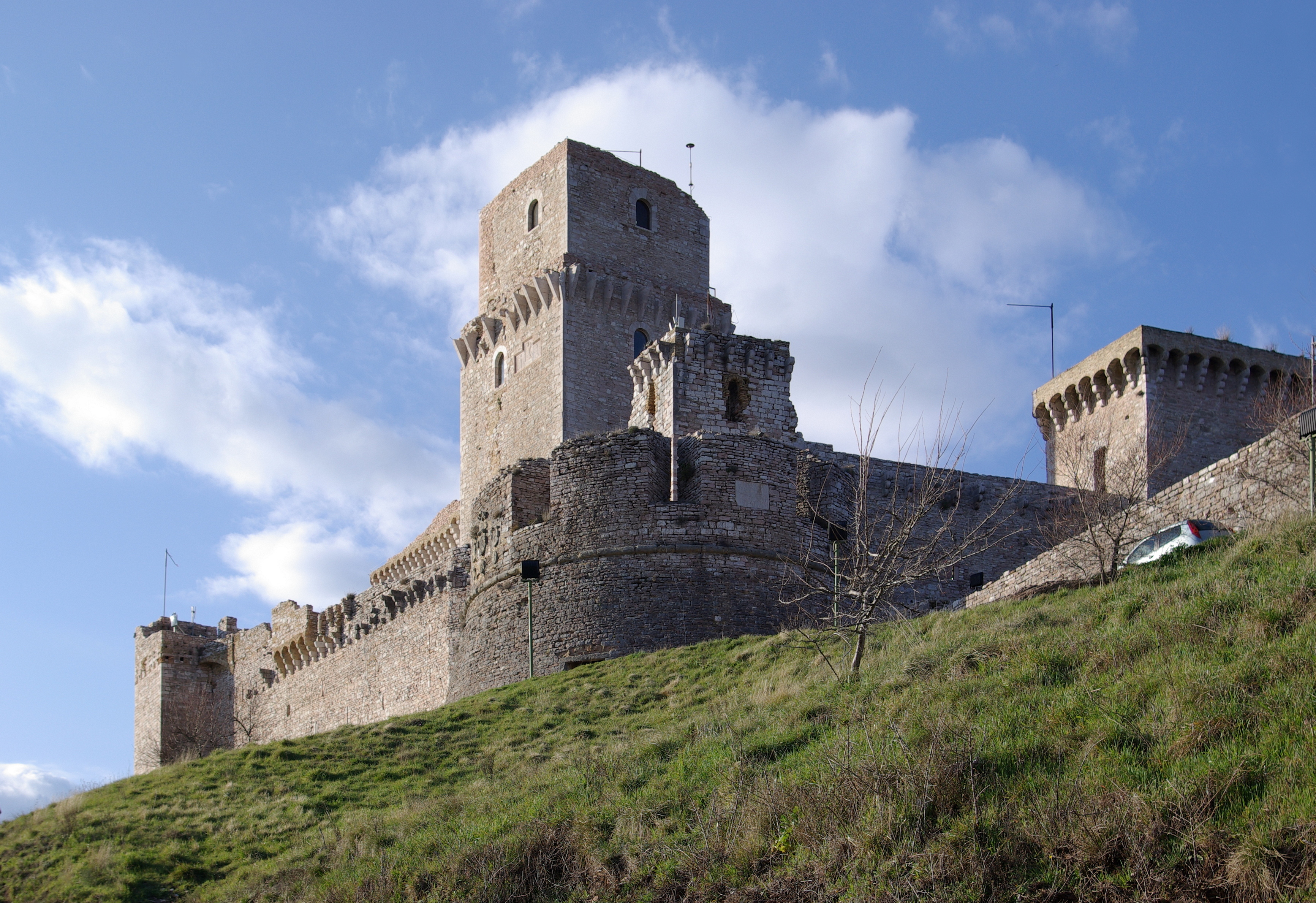
古堡

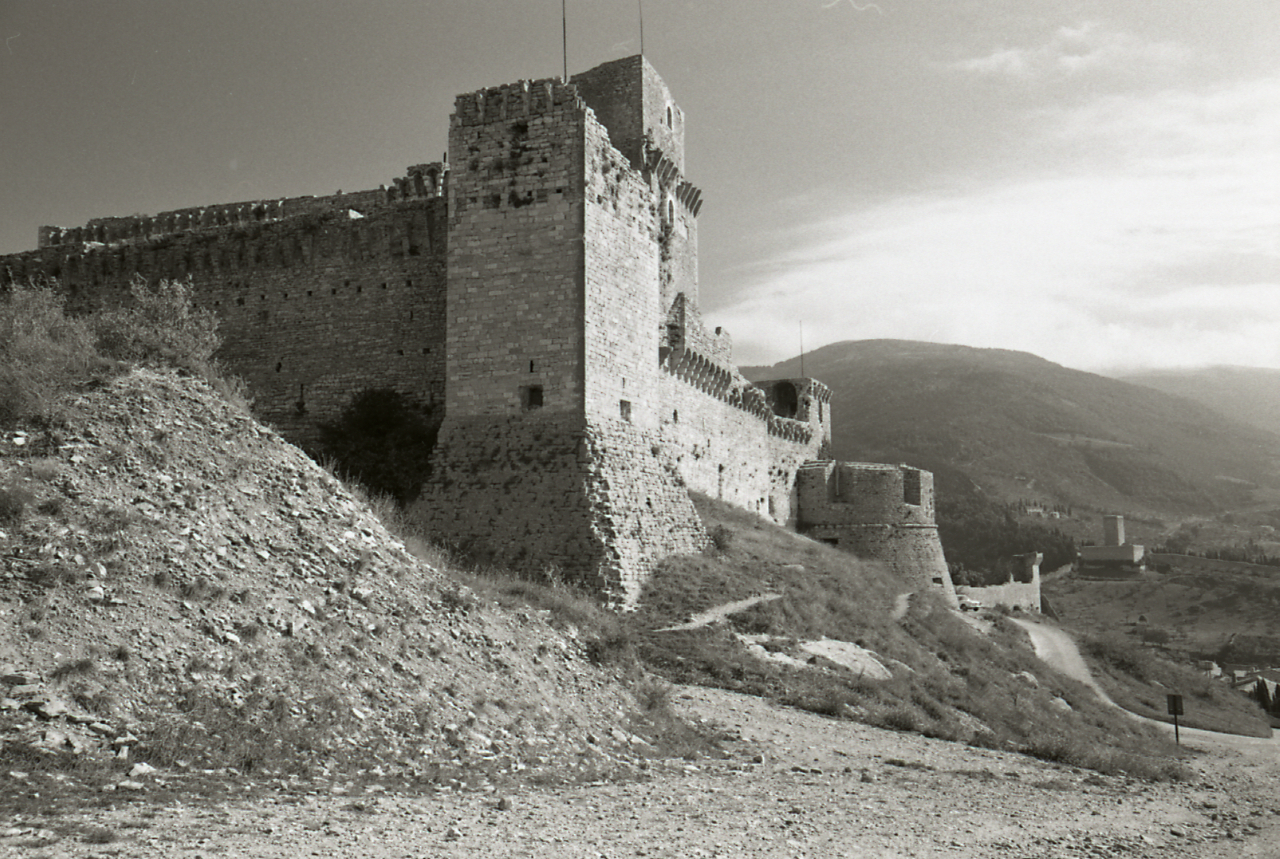
Photo Paolo Monti, 1967

马焦雷古堡（Rocca Maggiore）是意大利阿西西的一座中世纪古堡，已有八百余年历史。古堡位于高处，俯视全城以及保存完好的城墙。

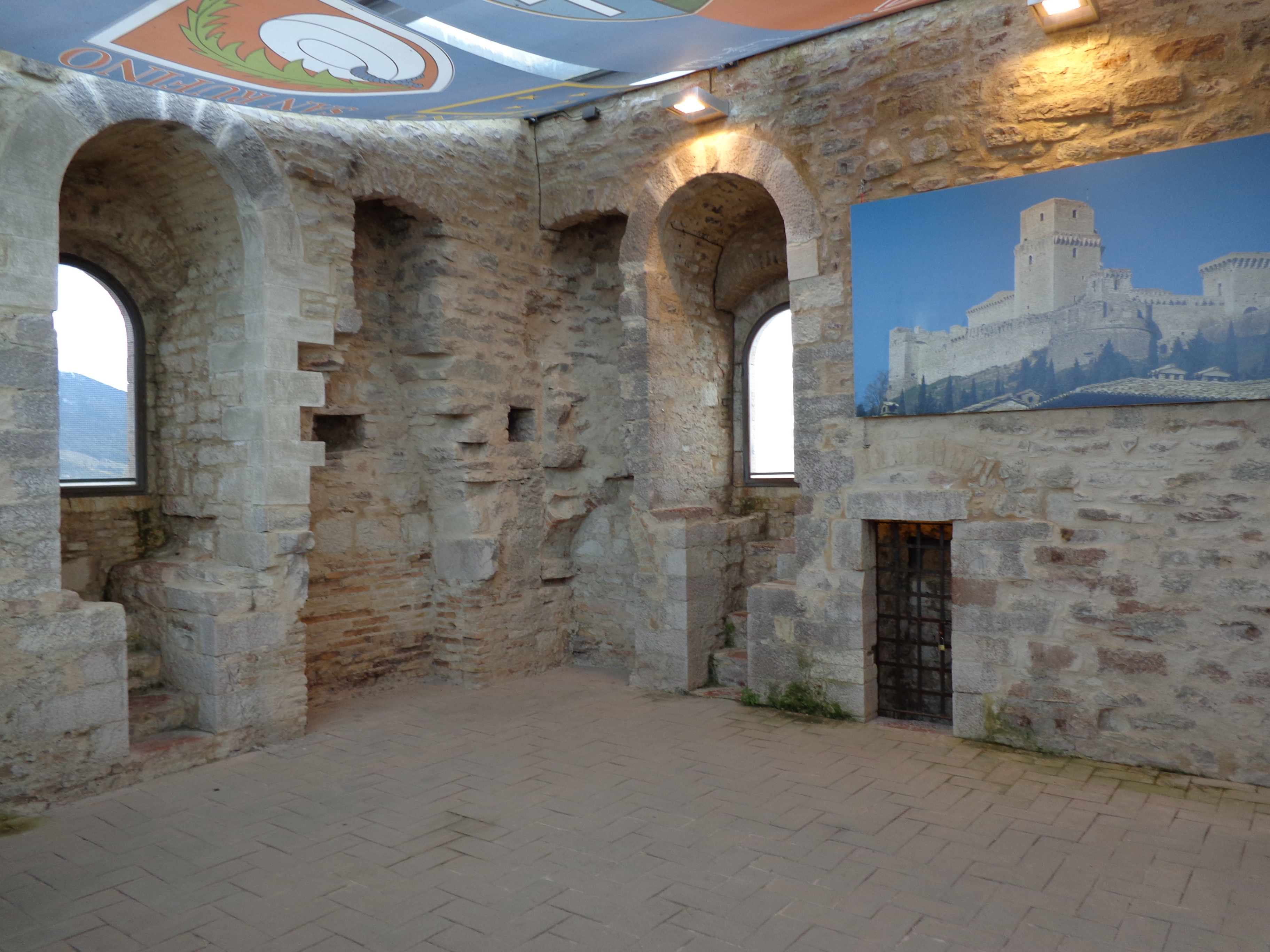
内部

关于古堡最早的记载可追溯到1173年，当时神圣罗马帝国外交官克里斯琴总主教代表皇帝腓特烈一世短期占领该市。

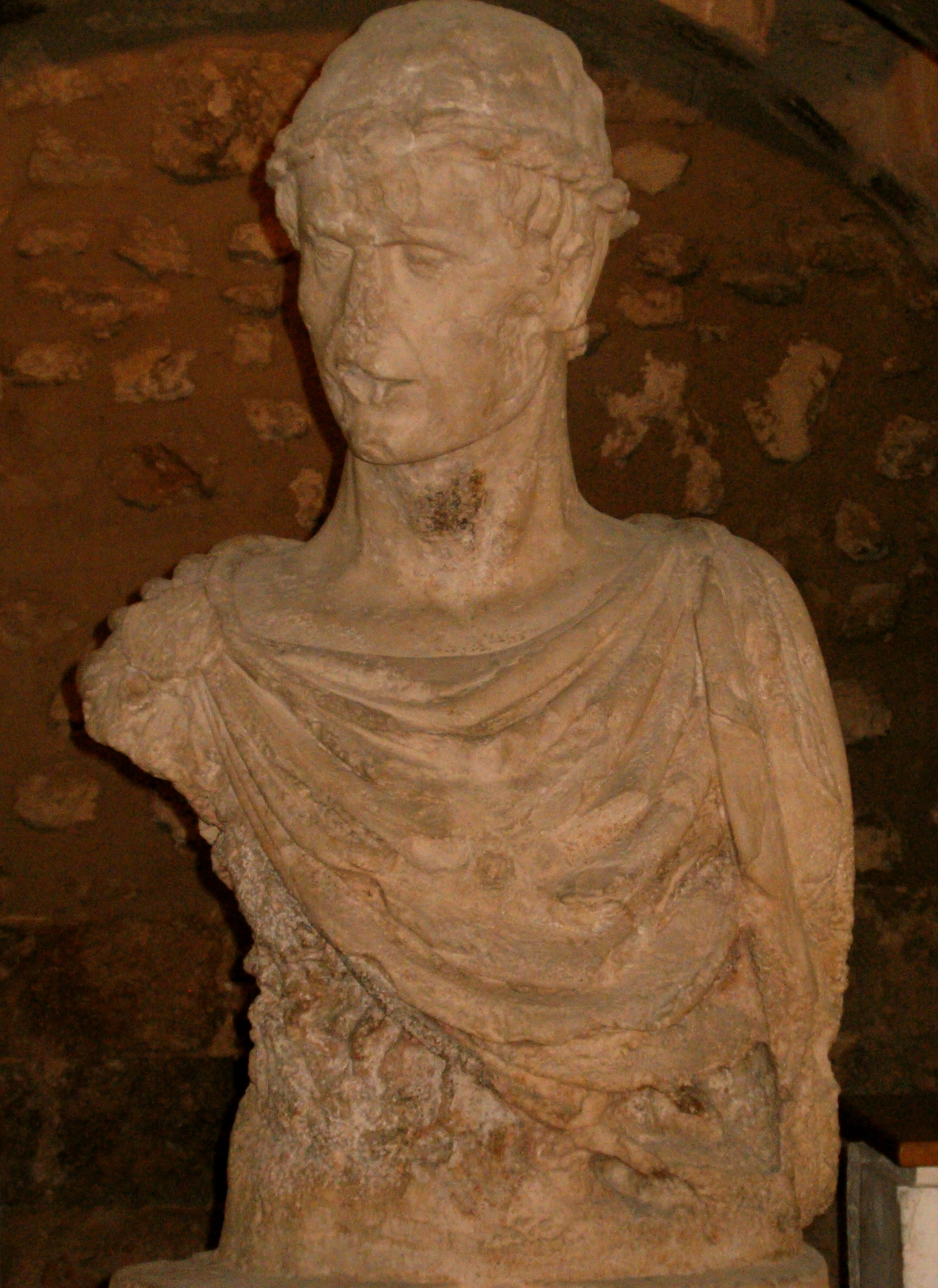
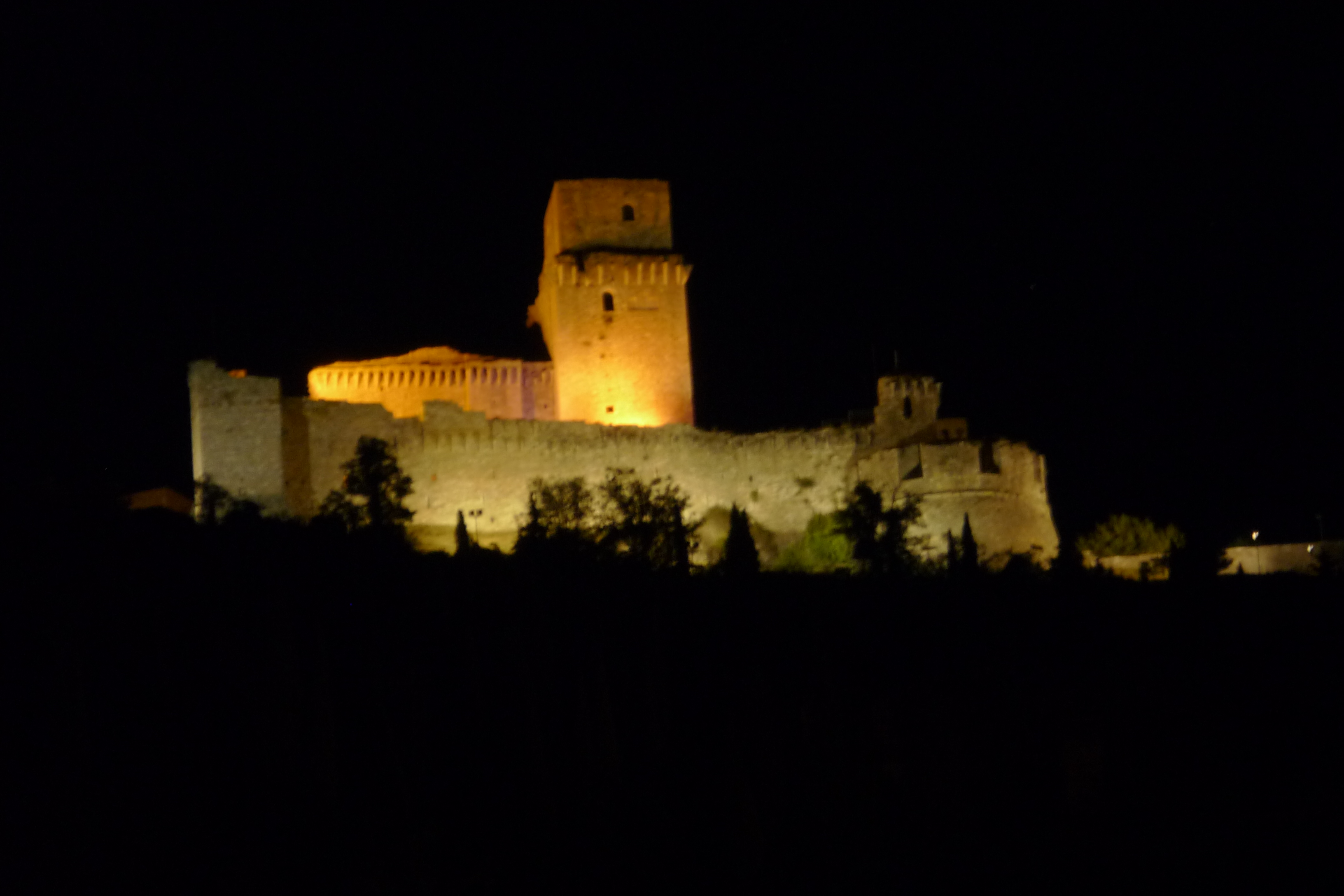
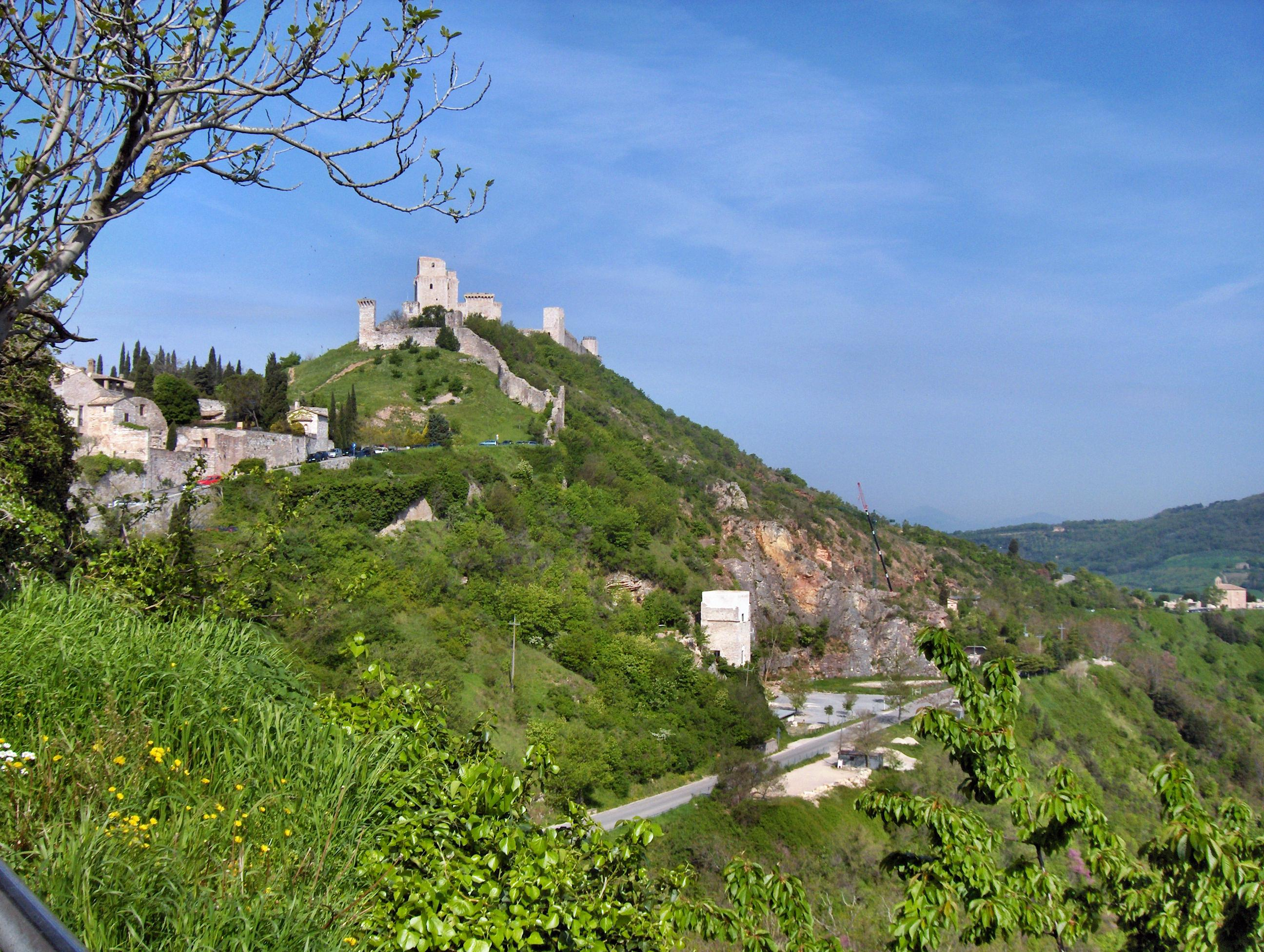
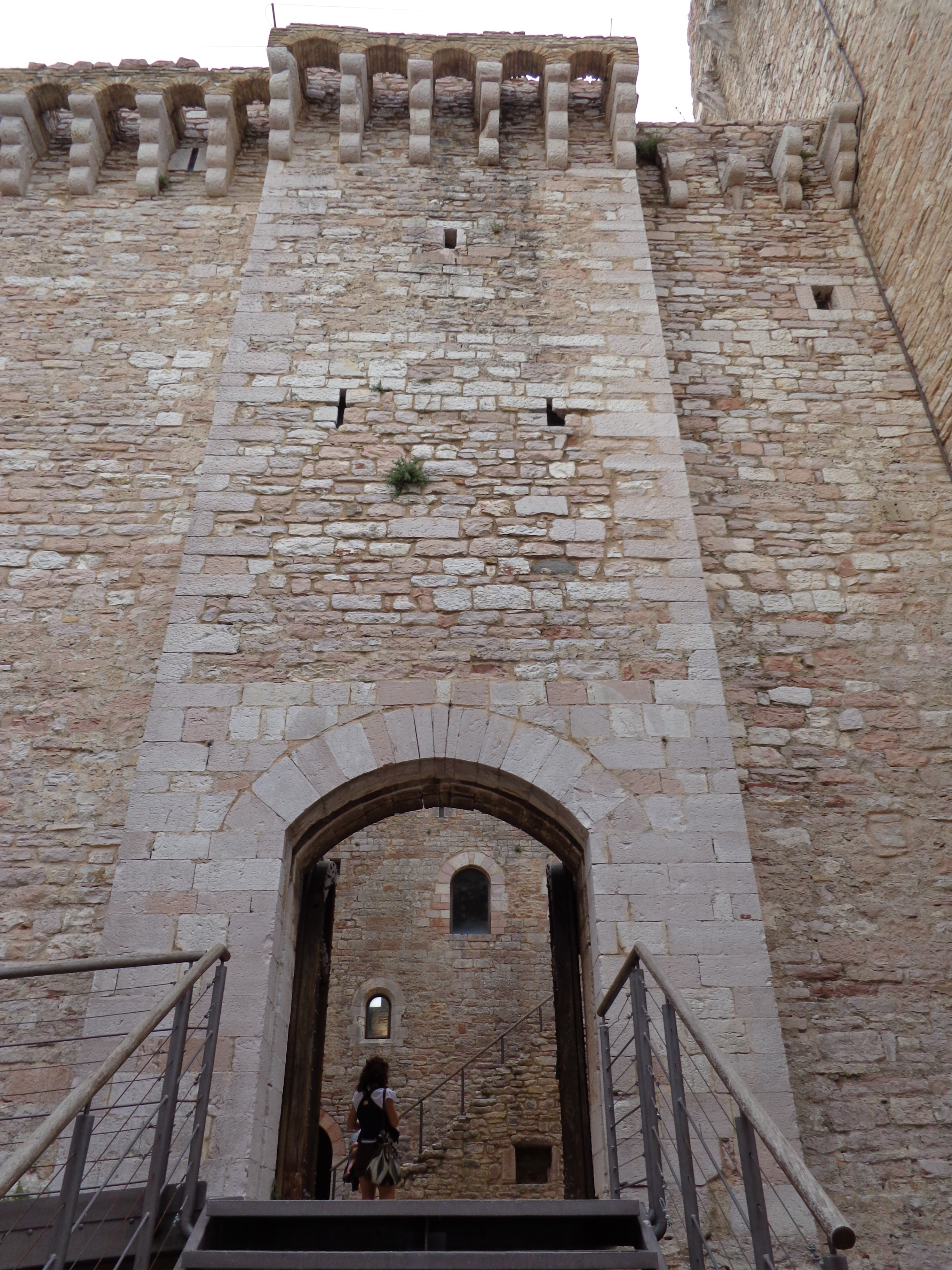
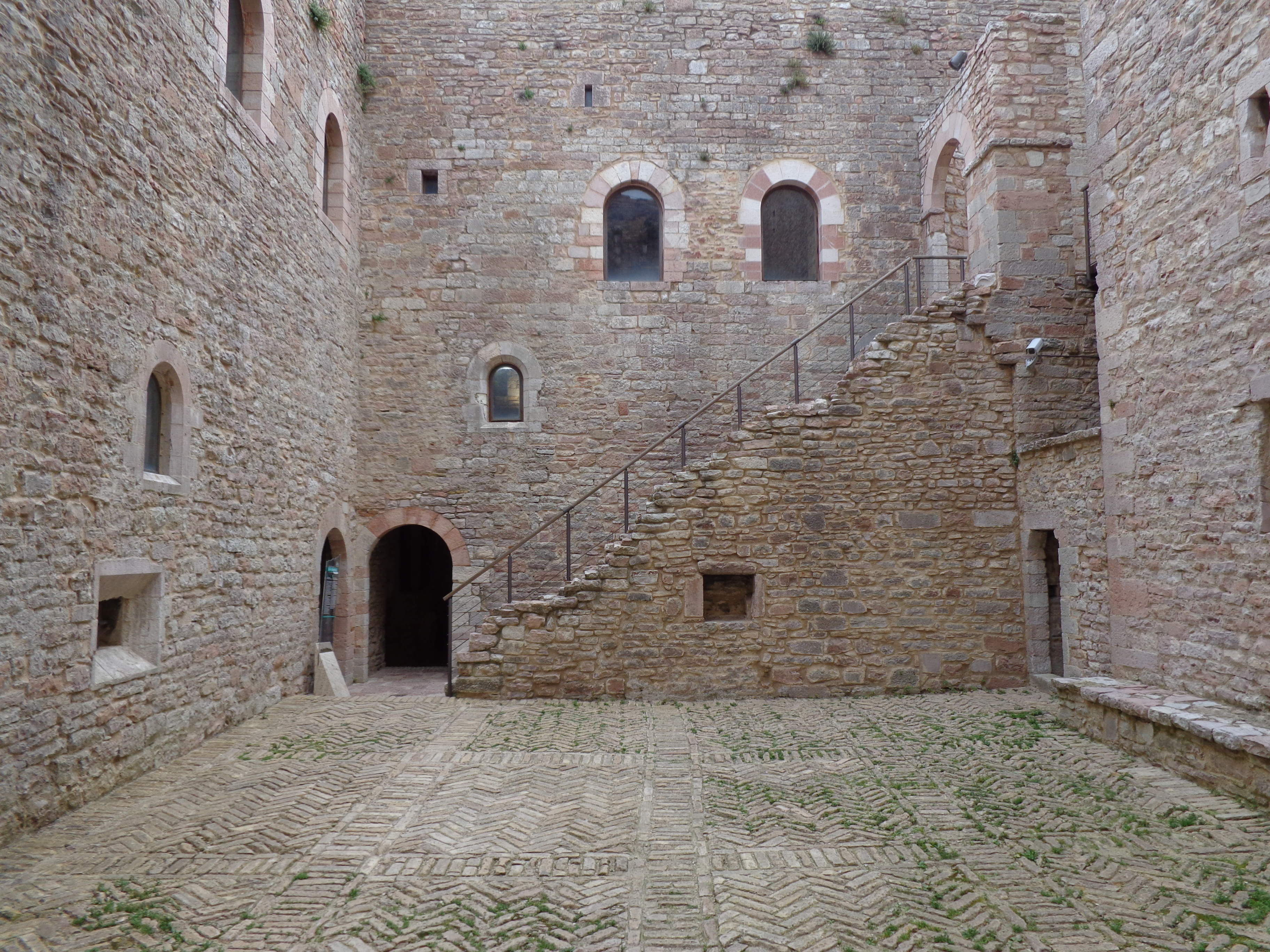
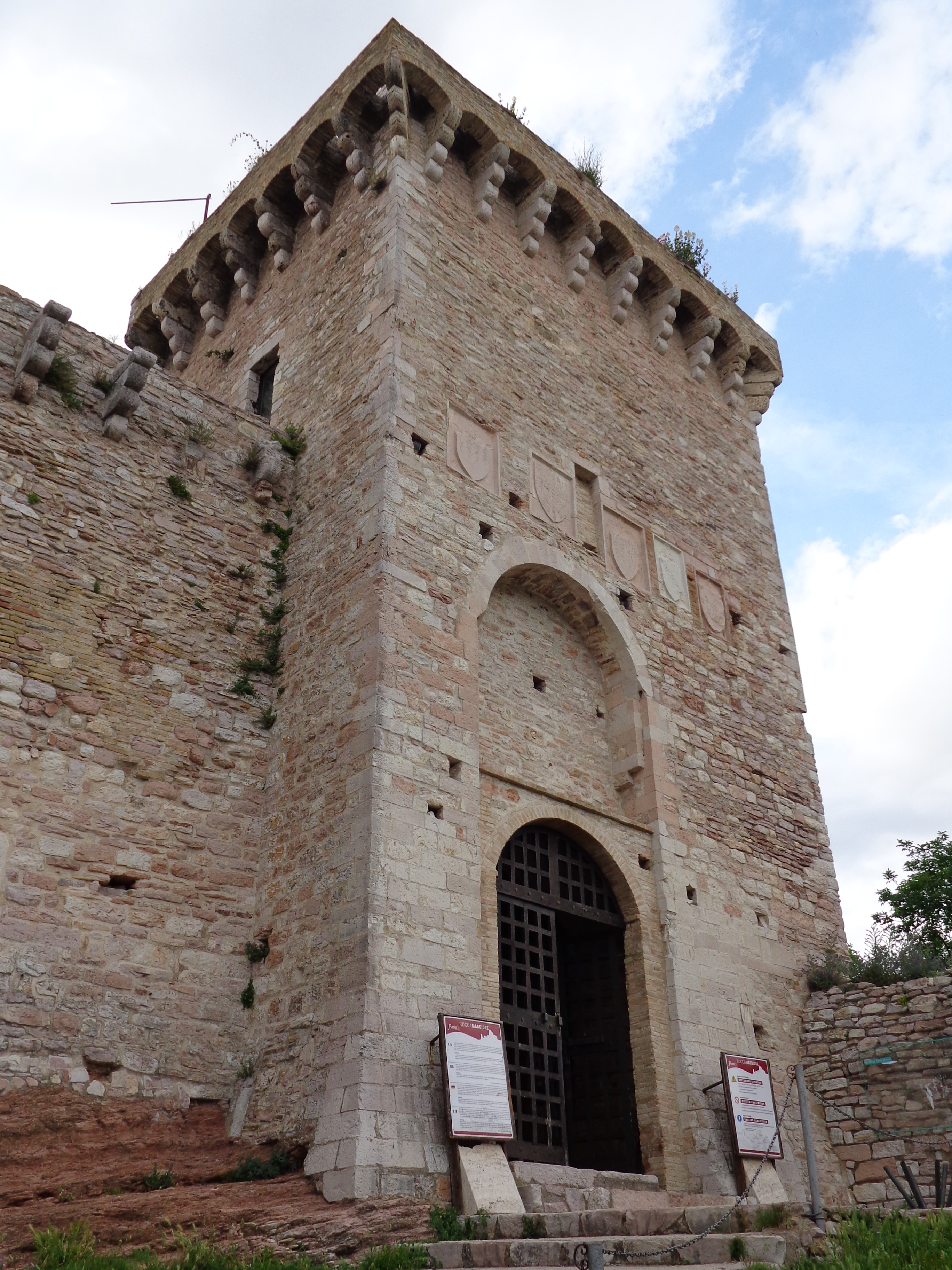
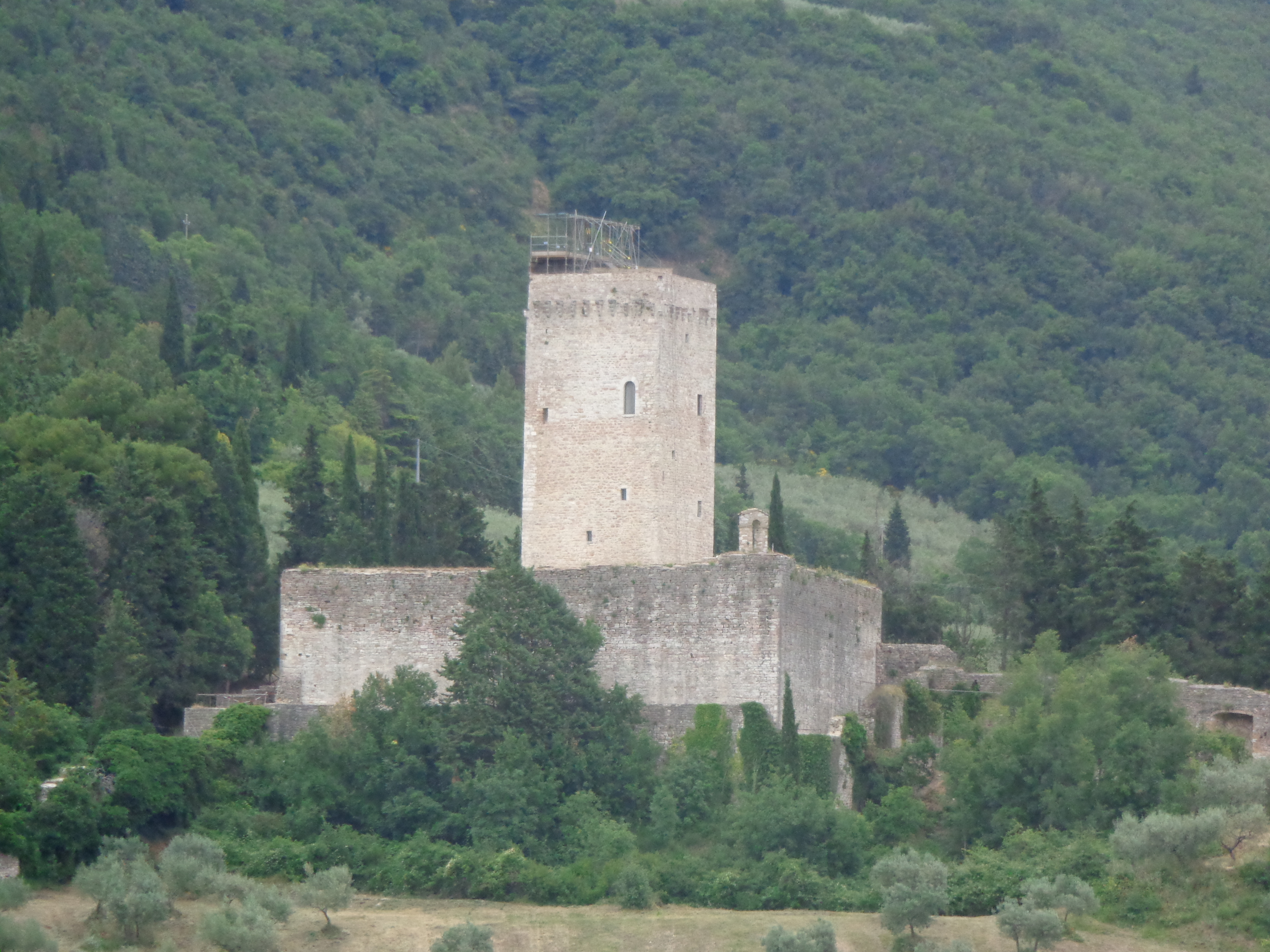